# Villa d'Adda
Villa d'Adda és una ciutat italiana de la província de Bèrgam, a la regió de la Llombardia. Està situada entre Bèrgam i Milà.